# توران‌سوسمار
توران‌سوسمار (نام علمی: Turanosuchus) نام یک سرده از فراسوسماران است.